# Marcel Frébourg
Marcel Gaston Charles Frébourg, né le 2 mars 1892 à Levallois-Perret et mort le 2 mars 1950 à Paris, est un rameur français.

## Carrière
Marcel Frébourg, membre de la Société nautique de la Basse-Seine, participe aux Jeux olympiques intercalaires de 1906 à Athènes ; il remporte la médaille d'argent en quatre de couple et la médaille de bronze du kilomètre en deux avec barreur.
Il est également médaillé d'argent en huit aux Championnats d'Europe d'aviron 1906 à Pallanza et médaillé d'or dans la même épreuve aux Championnats d'Europe d'aviron 1909 à Paris.